# Лешноволя (Груєцький повіт)
Лешноволя (пол. Lesznowola) — село в Польщі, у гміні Груєць Груєцького повіту Мазовецького воєводства.
Населення — 785 осіб (2011).
У 1975-1998 роках село належало до Радомського воєводства.

## Демографія
Демографічна структура станом на 31 березня 2011 року:
|          | Загалом | Допрацездатний вік | Працездатний вік | Постпрацездатний вік |
| -------- | ------- | ------------------ | ---------------- | -------------------- |
| Чоловіки | 410     | 96                 | 264              | 50                   |
| Жінки    | 375     | 74                 | 210              | 91                   |
| Разом    | 785     | 170                | 474              | 141                  |